# Lov og orden i Christiania 2
Lov og orden i Christiania 2 er en dokumentarfilm fra 2003 skrevet og instrueret af Nils Vest.
Filmen er en opfølgning af Nils Vests film fra 1974 Lov og orden i Christiania.

## Handling
Christiania i foråret 2003, hvor regeringen truer fristaden med lukning, og christianitterne mobiliserer. Filmen giver et indblik i fristadens interne diskussioner, hashmarkedet, underskriftindsamling, en natlig politirazzia m.m.
Premiere i Nationalmuseets biograf 28. september 2003.